# 倒口
倒口也称为「变口」、「怯口」，主要是指相声和评书中演员通过改变口音，模仿特定剧中人物的方言的表演方式，以突显人物的出生籍贯及社会地位。这种表演方法既能反映不同地域豐富多變的文化環境，同時亦增强了说唱在表演上的吸引力。倒口最初只是模仿山东口音、山西口音、江南口音这三种方言，后来逐渐增加了河北深县及京东口音等等。
相声演员在表演中大多会用到山东、山西、天津、上海、广东、江苏、河北、河南、东北等地方言。
也有一种说法称“倒”与“怯”（切）是春点中的说法，倒乃东，切乃西，因此倒口专指学山东话，怯口专指学山西话。